# Enceinte de Fort-Louis
L'enceinte de Fort-Louis est une ancienne enceinte construite pour défendre le fort Carré et la ville nouvelle de Fort-Louis à la fin du XVIIe siècle. Située à l'origine sur une île du Rhin en Alsace (France), elle a aujourd'hui disparu.

## La création de Fort-Louis (1686)
Sébastien Le Prestre de Vauban à la demande de Louis XIV créé, en 1686, la ville nouvelle de Fort-Louis pour renforcer la frontière française le long du Rhin.

## L'enceinte à l'origine

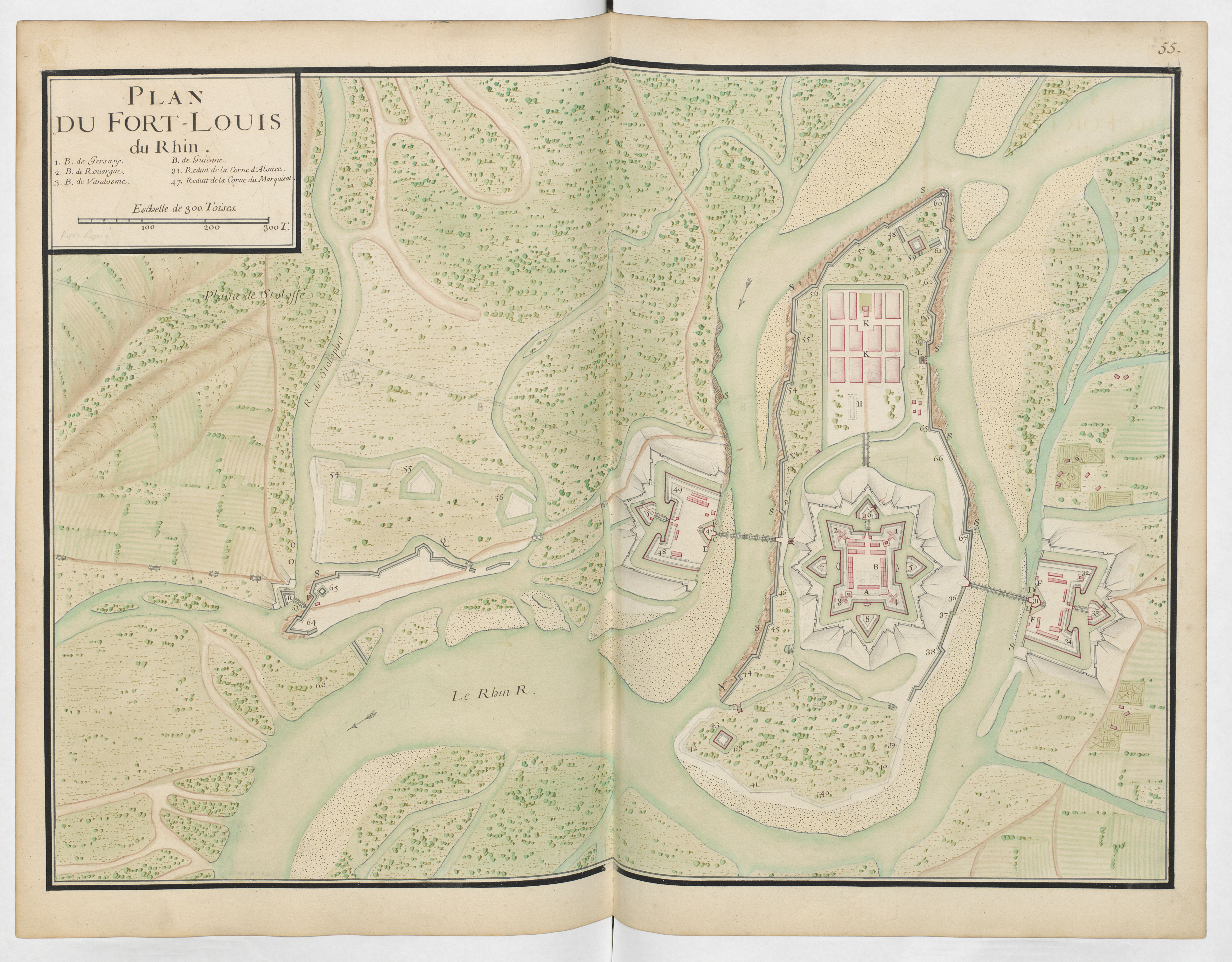
Plan en 1693.

Longue d'environ 4 km, l'enceinte oblongue encerclait la ville et le fort Carré ; elle était précédée d'un glacis, d'un chemin couvert et d'un fossé ; elle comportait 2 demi lunes au nord et une au sud. Par 2 portes, elle communiquait avec les rives droite et gauche du Rhin via des ponts défendus par 2 ouvrages à cornes, les forts d'Alsace et du Marquisat.